# Слава шахтарській праці (Донецьк)
Пам'ятник «Слава шахтарській праці» розташований у Київському районі Донецька в центрі Шахтарської площі. Географічні координати: 48°2′14.01″ пн. ш. 37°46′55.39″ сх. д. / 48.0372250° пн. ш. 37.7820528° сх. д.. Встановлено в 1967 році.
Автори пам'ятника — скульптор Костянтин Ракитянський й архітектор Павло Вігдергауз.
Пам'ятник являє собою скульптуру шахтаря в повний зріст, який у правій витягнутій руці тримає шматок кам'яного вугілля. Скульптура виготовлена з чавуна. Вага скульптури 22 тонни. Шматок вугілля, який шахтар тримає у витягнутій руці, виконаний з алюмінію, його вага 90 кілограмів. Скульптура була відлита в ливарному цеху донецького обласного заводу «Ремкомунелектротранс». Для скульптури позував формувальник Борис Горб, який брав участь у її створенні.
Скульптура шахтаря спочатку була виготовлена у вигляді статуетки для подарунка Микиті Хрущову. На заводі точного машинобудування була відлита бронзова статуетка і дві чавунні статуетки. Проте подарунок не стали робити і статуетки залишилися у секретаря міськкому Шульгіна і голови Ради народного господарства Володимира Дегтярьова. За ініціативою Дегтярьова на основі цієї скульптури і зробили пам'ятник.
Спочатку рука, що тримає вугілля, була витягнута вперед. Так вона зроблена на статуетці, яка готувалася для подарунка. Коли створювався сам пам'ятник, Ракитянський за порадою до скульптора Костіна зробив її витягнутою в правий бік.
Постамент виготовлений із лабрадориту та опрацьовано поліруванням із бучардою для імітації брил кам'яного вугілля. Верх постаменту облицьований гранітними плитами. Облицювання з граніту виконано в мармуровому цеху донецького обласного заводу «Ремкомунелектротранс». Висота постаменту становить чотири метри.
Монумент розташований на в'їзді до центру Донецька з півночі — повз нього проходить транспортний потік від Путилівського автовокзалу, залізничного вокзалу і аеропорту, а також Північного автовокзалу, який існував раніше. Таким чином більшість приїжджих бачать символ основної професії Донецька і Донбасу.
На початку пам'ятник стояв трохи осторонь від сучасного місця. Також його постамент був заввишки два метри, що нижче за сучасний. На постаменті був напис «Тепло і світло приносимо людям». При реконструкції Шахтарської площі пам'ятник був переміщений, а його постамент зроблений вище. Також у шахтаря була накидка на шиї, при переміщенні пам'ятника її прибрали.
Пам'ятник «Слава шахтарській праці» є «візитною карткою» міста. Зйомки пам'ятника увійшли у фільм-концерт 1970 року з участю Тамари Міансарової «Сонячна балада».
Пам'ятник був надрукований на поштовій марці СРСР 1969 року «До 100-річчя Донецька» (художник: А. Олійник). Силует пам'ятника надрукований на поштовій марці Україна 2000 року «Національна філателістична виставка. Донбас — шахтарський край» (номер у каталозі «Міхель»: 323 (M 380)).
Пам'ятник зображений не менше ніж на трьох спеціальних погашеннях: «125 років місту Донецьку» (28 серпня 1994), «Національна філателістична виставка УКРФІЛЄКСП-2000» (28 травня — 4 червня 2000), «День шахтаря» (31 серпня 2003).
Також пам'ятник був зображений не менше ніж на трьох маркованих і немаркованих конвертах СРСР (2 конверта) і Україна (1 конверт).
| Напис на конверті (чому присвячений)                                                                                 | Дата            | Художник                                         | Номінал      | Країна  |
| --- | --------------- | ------------------------------------------------ | ------------ | ------- |
| Донецьк (на конверті зображено пам'ятник «Слава шахтарській праці», прес-центр стадіону «Локомотив» та інші будівлі) | 26 березня 1975 | Л. Зайцев (фотографи Г. Буланов, В. Вертлецький) | 4 копійки    | СРСР    |
| Донецьк (зображений пам'ятник «Слава шахтарській праці»)                                                             | 10 квітня 1987  | фотографія Б. Мусихіна, оформлення А. Жарова     | 5 копійок    | СРСР    |
| Донецьк. Пам'ятник «Слава шахтарській праці»                                                                         | 29 липня 2003   | Г. Задніпряний                                   | немаркований | Україна |

Зображення пам'ятника в філателії
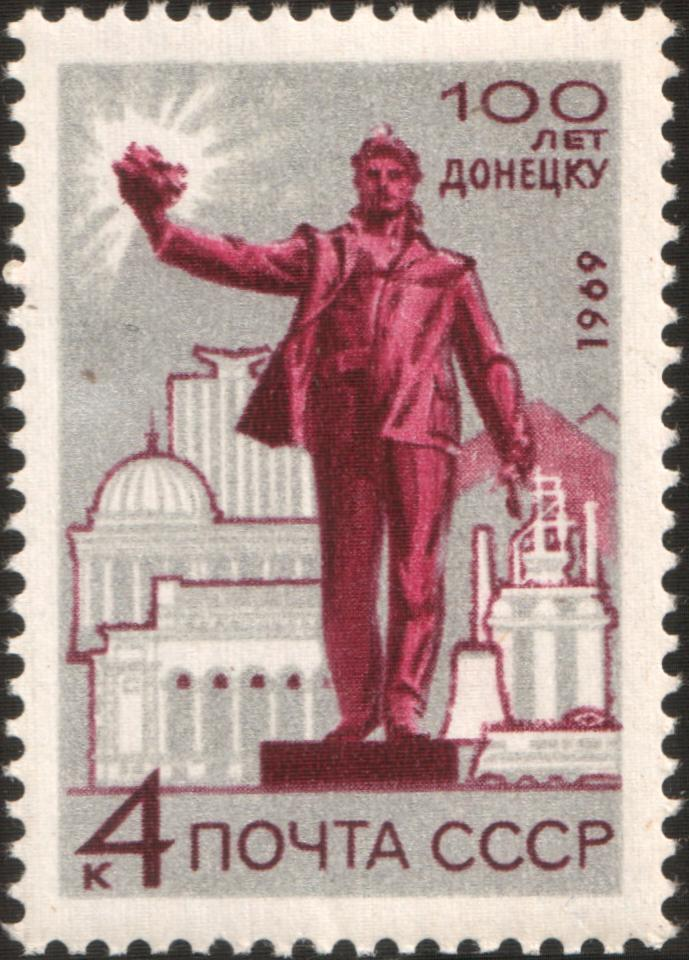
Поштова марка «До 100-річчя Донецька»
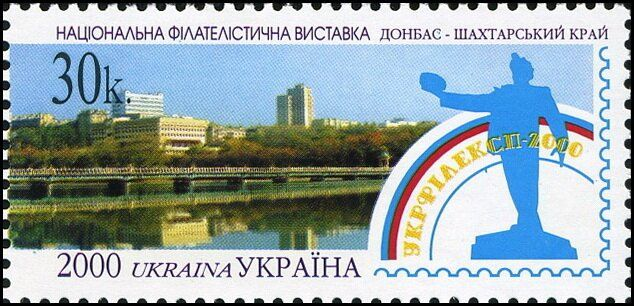
Поштова марка «Національна філателістична виставка. Донбас - шахтарський край».
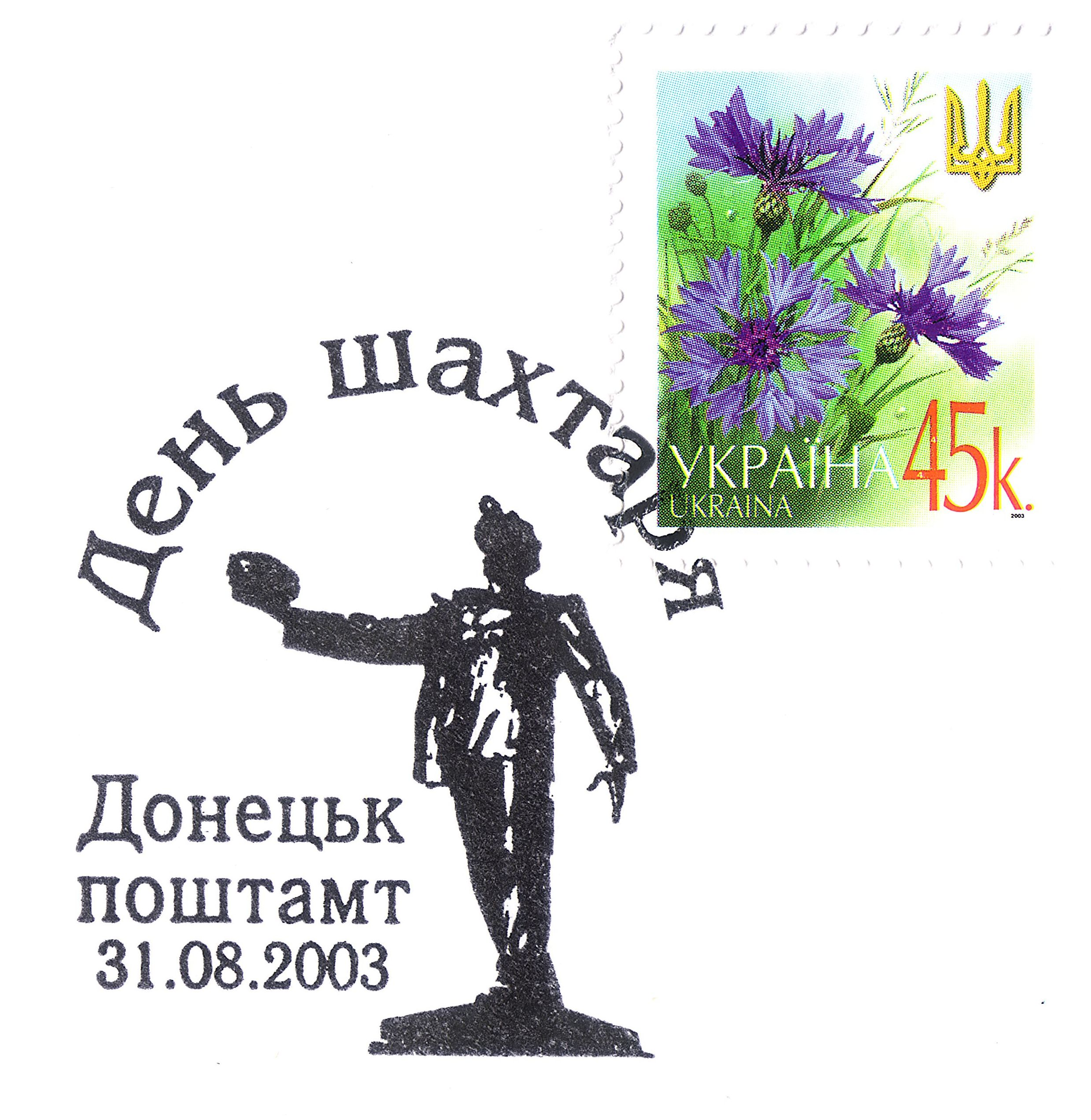
Спеціальне гасіння до Дня шахтаря 31.08. 2003 із зображенням пам'ятника
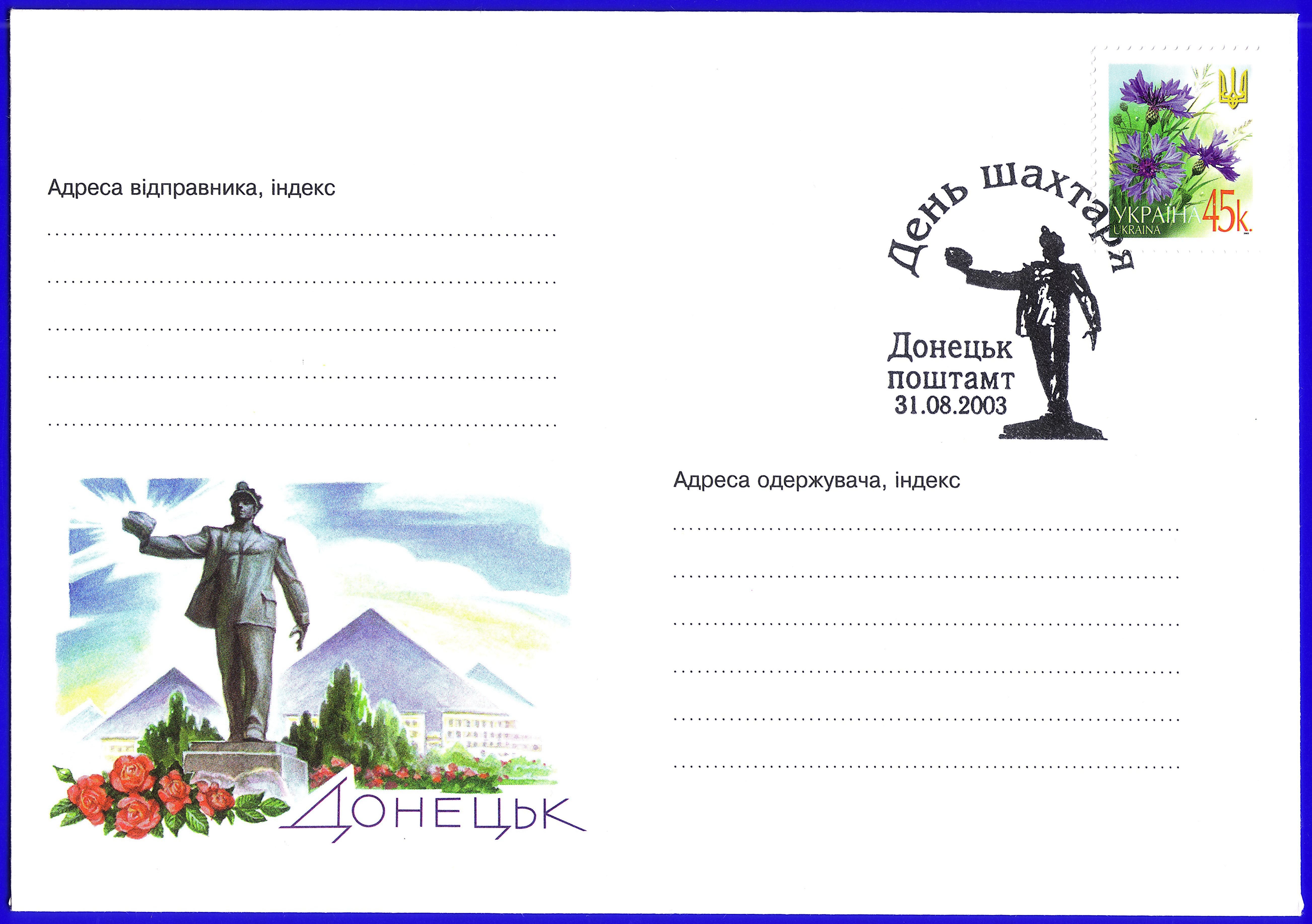
Художній маркований конверт із зображенням пам'ятника

У травні 2009 року донецькі альпіністи підняли копію пам'ятника на Ельбрус і в 2009 р. встановили його на вершині Тянь-Шаню Пік Шахтарів України.